# Garfield (Nueva Jersey)
Garfield es una ciudad ubicada en el condado de Bergen en el estado estadounidense de Nueva Jersey. En el año 2008 tenía una población de 28.971 habitantes y una densidad poblacional de 5,399.3 personas por km².

## Geografía
Garfield se encuentra ubicado en las coordenadas 40°52′47″N 74°6′29″O / 40.87972, -74.10806.

## Demografía
Según la Oficina del Censo en 2000 los ingresos medios por hogar en la localidad eran de $42,748 y los ingresos medios por familia eran $51,654. Los hombres tenían unos ingresos medios de $35,987 frente a los $26,896 para las mujeres. La renta per cápita para la localidad era de $19,530. Alrededor del 7.8% de la población estaba por debajo del umbral de pobreza.